# Tristan Papavoine
Tristan Papavoine (ur. 24 grudnia 1992 roku w Suresne) – francuski kierowca wyścigowy.

## Kariera
Tristan karierę rozpoczął w roku 2007, od startów w kartingu. W 2010 roku zadebiutował w serii wyścigów samochodów jednomiejscowych – Eurocupie F4 1.6. Francuz siedmiokrotnie sięgał punkty, najlepszą lokatę uzyskując w pierwszym starcie na brytyjskim torze Silverstone, gdzie zajął szóstą pozycję. Zdobyte punkty sklasyfikowały go na 10. miejscu.
W drugim sezonie startów Papavoine regularnie plasował się w punktowanej ósemce. W sobotniej rywalizacji, na torze w Le Vigeant Tristan stanął na średnim stopniu podium, natomiast w niedzielnym wyścigu w Albi uzyskał najszybszy czas okrążenia. Ostatecznie zmagania zakończył na 9. pozycji.
W 2012 roku Francuz nawiązał współpracę z zespołem ARTA Engineering i zadebiutował w Europejskiej Formule Renault. Nie zdołał tam jednak zdobyć punktów i został ostatecznie sklasyfikowany na 34 pozycji.

## Statystyki
| Sezon | Seria                                 | Zespół           | Wyścigi | Zwycięstwa | PP | NO | Podium | Punkty | Pozycja |
| ----- | ------------------------------------- | ---------------- | ------- | ---------- | -- | -- | ------ | ------ | ------- |
| 2010  | Europejska Formuła 4 1.6              | Signatech        | 14      | 0          | 0  | 0  | 0      | 19     | 10      |
| 2011  | Francuska Formuła 4                   | Signatech        | 13      | 0          | 0  | 1  | 1      | 57     | 8       |
| 2012  | Europejski Puchar Formuły Renault 2.0 | ARTA Engineering | 4       | 0          | 0  | 0  | 0      | 0      | 34      |
| 2012  | Alpejska Formuła Renault 2.0          | ARTA Engineering | 12      | 0          | 0  | 0  | 0      | 2      | 24      |